# Bo Lindgren

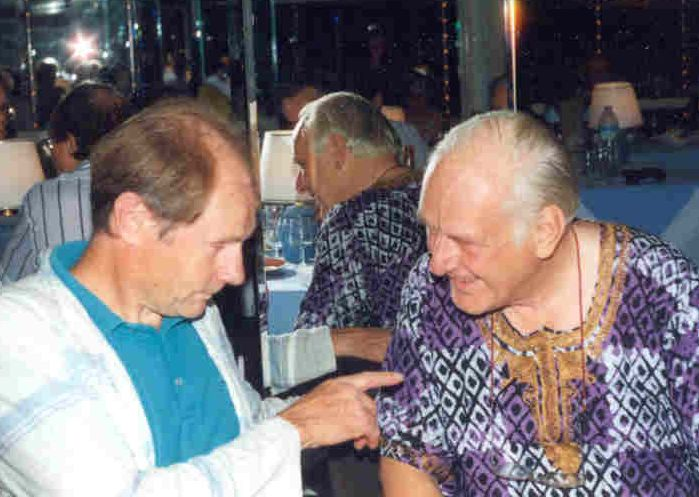
Bo Lindgren (links, mit Norman Macleod) auf dem Abschlussbankett der PCCC-Tagung 1990 in Benidorm

Bo Waldemar Lindgren (* 26. Februar 1927 in Lidingö; † 4. Juni 2011 ebenda) war ein bekannter schwedischer Schachkomponist.

## Schachkomposition
Lindgren veröffentlichte seit 1942 mehr als 500 Schachaufgaben verschiedener Genres. 1966 wurde er zum Internationalen Schiedsrichter für Schachkomposition ernannt.
1980 wurde er bereits Großmeister für Schachkomposition.
Lindgren komponierte unter anderem im Böhmischen Stil. Nachfolgende Aufgabe zeigt einen Task mit sechsfacher Unterverwandlung in Springer bzw. Turm.
|   | a | b | c | d | e | f | g | h |   |
| 8 |   |   |   |   |   |   |   |   | 8 |
| 7 |   |   |   |   |   |   |   |   | 7 |
| 6 |   |   |   |   |   |   |   |   | 6 |
| 5 |   |   |   |   |   |   |   |   | 5 |
| 4 |   |   |   |   |   |   |   |   | 4 |
| 3 |   |   |   |   |   |   |   |   | 3 |
| 2 |   |   |   |   |   |   |   |   | 2 |
| 1 |   |   |   |   |   |   |   |   | 1 |
|   | a | b | c | d | e | f | g | h |   |

Lösung:

A

1. g7–g8S+ Kf6–e6

2. f7–f8S+ Ke6xd6 2. … Tb8xf8 3. e7xf8S+ Ke6xd6 4. d7–d8T+ usw. wie in B

3. e7–e8S+ Kd6xc6 3. … Tb8xe8 4. d7xe8S+ Kd6xc6 5. c7–c8T+ usw. wie in B

4. d7–d8S+ Kc6–b6 4. … Tb8xd8 4. c7xd8S+ Kc6–b6 5. b7–b8T+ usw. wie in B

5. c7–c8S+ Tb8xc8 5. … Kb6–a6 6. Tg5–g6+ Sh4xg6 matt

6. b7xc8S+ Kb6–a6 Nun ist die Dame gefesselt.

7. Tg5–g6+ Sh4xg6 matt

B

1. … Tb8xg8

2. fxg8S+ Kf6–e6

3. e7–e8T+ Ke6xd6

4. d7–d8T+ Kd6xc6

5. c7–c8T+ Kc6–b6

6. b7–b8T+ Kb6–a6

7. Tg5–g6+ Sh4xg6 matt

## Redakteur
Von 1952 bis 1957 war Lindgren Redakteur der Aufgabenabteilung von Schackbladet. Ab 1966 war er Mitarbeiter in Stella Polaris.